# Arabella
Arabella é uma comédia ou ópera lírica em três actos de Richard Strauss com libreto de Hugo von Hofmannsthal, é a sua sexta e última ópera. A estreia foi realizada em 1 de julho de 1933, em Dresden, no Sächsisches Staatstheater (Teatro Estatal Saxónico).
Nos Estados Unidos a  estreia ocorreu no Metropolitan Opera em 10 de fevereiro de 1955 com Eleanor Steber no papel títular.
| Papéis               | Voz                | Estreia, 1 de julho de 1933 (Maestro: Clemens Krauss) |
| -------------------- | ------------------ | ----------------------------------------------------- |
| Arabella             | soprano            | Viorica Ursuleac                                      |
| Zdenka               | soprano            | Margit Bokor                                          |
| Count Waldner        | bass               | Friedrich Plaschke                                    |
| Adelaide             | mezzo-soprano      | Camilla Kallab                                        |
| Mandryka             | barítono           | Alfred Jerger                                         |
| Matteo               | tenor              | Martin Kremer                                         |
| Count Elemer         | tenor              | Karl Albrecht Streib                                  |
| Count Dominik        | baritone           | Kurt Böhme                                            |
| Count Lamoral        | bass               | Arno Schellenberg                                     |
| The Fiakermilli      | coloratura soprano | Ellice Illiard                                        |
| A fortune-teller     | soprano            | Jessyka Koettrik                                      |
| Welko, Djura, Jankel | Falado             | Robert Büssel, Robert Schmalnauer, Horst Falke        |
| Hotel Porter         | Falado             | Ludwig Eybisch                                        |
| Outros               | Não cantam         |                                                       |